# Leslie Leoni
Leslie Leoni (La Louvière, 4 mai 1981 ) est une femme politique belge du PS .

## Biographie
Leslie Leoni obtient une régence en arts plastiques et étudie pour devenir graphiste à l'Atelier de la Gravure et Images Imprimées de Arts2 à Mons. Elle a ensuite enseigné dans différentes académies d'art de la Communauté française. Elle complètera notamment sa formation à l'occasion de divers stages à l'AKDT et aux Ateliers du Livre de Mariemont.    

## Brock'n'Roll
Leslie Leoni devient entrepreneuse lorsqu'elle créé en 2013 l'A.S.B.L Brock'n'Roll.  
"Brock’n’Roll c’est une Boutique/Atelier/Galerie qui a pour mission de promouvoir des créations d’artistes dans les domaines du livre d’artiste, de la gravure, de la reliure, de l’illustration, du bijou, de l’accessoire, de la récup et de tout ce qui touche à l’image imprimée et à l’édition limitée ou la petite édition. Brock’n’Roll est à la fois un espace d’exposition et d’animations, un lieu de production et de diffusion. Le principe de cette Boutique/Atelier/Galerie est de privilégier l’accès aux démarches artistiques actuelles."

## Parcours politique
Depuis octobre 2018, Leslie Leoni est conseillère communale à La Louvière pour le PS. En juillet 2019, elle succède à Michel Di Mattia en devenant échevine de la culture, du tourisme, du patrimoine et des bibliothèques communales qu'elle restera jusqu'en octobre 2020.
Aux élections fédérales de mai 2019, Leslie Leoni était en position "deuxième successeur" de la liste PS dans la province du Hainaut. Du 1er octobre 2020 au 10 juillet 2024, elle est membre effectif de la Chambre des représentants, succédant à Ludivine Dedonder, nommée ministre fédérale.